# Bellevue, Nebraska
Bellevue är den största staden i Sarpy County i delstaten Nebraska, USA med 44 382 invånare (2000). Staden är en förstad till Omaha och ingår i södra delen av Omahas storstadsområde.